# Heroes (Måns Zelmerlöw)
 For alternative betydninger, se Heroes. (Se også artikler, som begynder med Heroes)
"Heroes" er en sang fremført af Måns Zelmerlöw. Sangen vandt Eurovision Song Contest 2015 den 23. maj 2015 i Wien og var dermed Sveriges 6. sejr i Eurovision Song Contest. Sangen opnåede 365 point og dermed 62 point flere end det russiske bidrag på andenpladsen.
Forinden havde sangen den 14. marts vundet finalen i den svenske Melodifestivalen 2015 med 288. Sangen slog pointrekorden ved Melodifestivalen ved at få flere stemmer end Loreens vindersang "Euphoria" fra 2012, der fik 268 point. Sangen fik endvidere ni ud af 11 mulige toppoint fra den internationale jury - hvor Loreen i 2012 måtte nøjes med seks ud af 11 - og "Heroes" sluttede 149 point foran nr. 2, hvilket overgik ABBA's rekord fra 1974 (91 point).